# Polyphlebium pyxidiferum
Espèce
Polyphlebium pyxidiferum est une fougère de la famille des Hyménophyllacées.

## Description

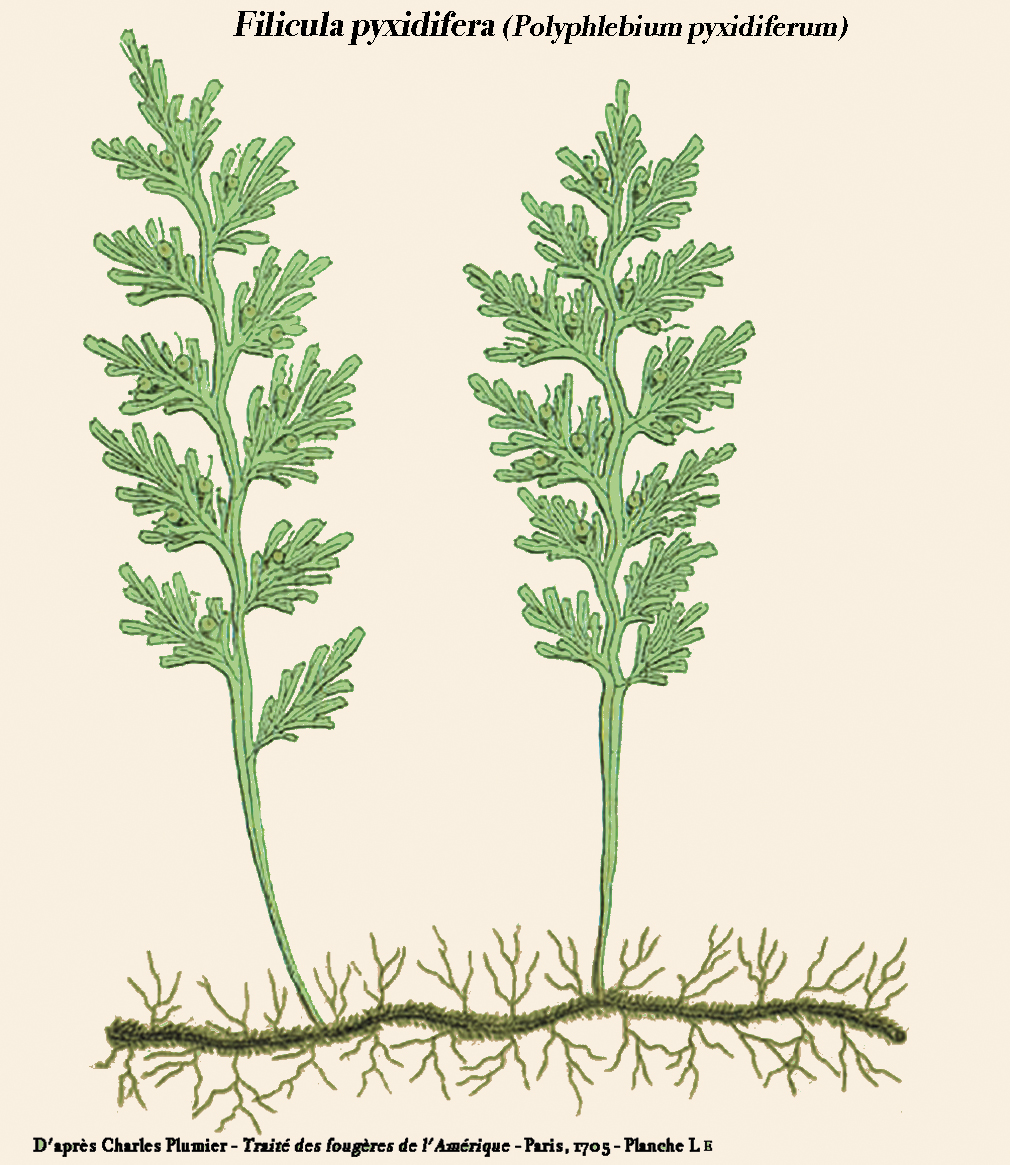
Filicula pyxidifera (Polyphlebium pyxidiferum)

Cette espèce a les caractéristiques suivantes :
- le rhizome est long et très fin,
- les frondes sont divisées deux fois à trois fois et assez espacées au long du rhizome,
- leur pétiole, de moins de trois centimètre de long, est ailé,
- le limbe, de moins de dix centimètres de long sur moins de cinq de large, est lancéolé ou ovo-lancéolé,
- le style du sore est très allongé, de plus de trois fois la longueur de l'indusie.

## Distribution
Cette espèce est présente sur une vaste aire de répartition : Amérique tropicale, Caraïbe, Afrique tropicale, Polynésie, Asie.

## Historique et position taxinomique
Cette espèce a été décrite une première fois par Charles Plumier sous le nom de Filicula pyxidifera. L'épithète spécifique, qui a suivi les différents changements de genre - Filicula, Trichomanes puis Polyphlebium -, provient de ces sporanges cupuliformes qui ont intrigué Charles Plumier : pyxis, petite boîte.
En 1753, Carl von Linné la place dans le genre Trichomanes : Trichomanes pyxidiferum L..
En 1938, Edwin Bingham Copeland la place dans le genre Vandenboschia : Vandenboschia pyxidifera (L.) Copel..
En 1968, Conrad Vernon Morton la place dans la section Crepidomanes du sous-genre Trichomanes du genre Trichomanes, en émettant un doute sur ce classement (il avait transféré le genre Vandenboschia de Copeland en quasi-intégralité dans la section Lacosteopsis).
Enfin, en 2006, Atsushi Ebihara, Jean-Yves Dubuisson, Kunio Iwatsuki, Sabine Hennequin et Motomi Ito la place dans le genre Polyphlebium en en faisant une espèce représentative de ce genre.
Cette espèce compte aussi de nombreux synonymes liés à des redécouvertes dans sa très vase aire de répartition :
- Trichomanes ambiguum Mart.
- Trichomanes brasiliense Desv.
- Trichomanes cavifolium Müll.Berol.
- Trichomanes debile Bosch
- Trichomanes diaphanum var. eximina (Kunze) Hieron.
- Trichomanes eximium Kunze ex Sturm
- Trichomanes junceum Christ
- Trichomanes olivaceum Kunze ex Klotzsch
- Trichomanes pyxidiferum f. gracile Rosenst.
- Trichomanes pyxidiferum var. brasiliense (Desv.) Luetzelb.
- Trichomanes pyxidiferum var. debile (Bosch) Sodiro
- Trichomanes pyxidiferum var. organense Rosenst.
- Trichomanes schiedeanum var. brazilianum (Desv.) Fée
- Trichomanes tranninense Fée